# فيتا روبنسون
فيتا روبنسون (بالإنجليزية: Vita Robinson)‏ هي لاعبة اتحاد الرغبي نيوزيلندية، ولدت في 20 ديسمبر 1982.